# VFTS 102
VFTS 102 je hvězda nacházející se v mlhovině Tarantule, hvězdotvorné oblasti ve Velkém Magellanově mračnu, satelitní galaxii Mléčné dráhy. Tato hvězda je pozoruhodná svou extrémní rychlostí rotace, dosahující přibližně 610 ± 30 km/s, což z ní činí jednu z nejrychleji rotujících hvězd svého druhu.

## Fyzikální vlastnosti
VFTS 102 patří mezi hmotné hvězdy spektrálního typu O (O9:Vnnne). Má přibližnou hmotnost 25 hmotností Slunce a povrchovou teplotu kolem 36 000 K. Rychlá rotace způsobuje výrazné zploštění hvězdy a ztrátu materiálu v rovníkové oblasti, což vede k vytvoření plynového disku, jenž je odpovědný za emisní čáry pozorované ve spektru.

### Dynamika a historie
Předpokládá se, že VFTS 102 byla součástí dvojhvězdy, kde její hvězdný společník převedl část své hmoty na VFTS 102, což způsobilo extrémní rotaci. Následná exploze společníka jako supernovy vedla k vyvržení hvězdy z původního hvězdného prostředí. Hvězda je tak klasifikována jako uprchlá hvězda a nachází se poblíž pulsaru a pozůstatku supernovy.

### Vliv rychlé rotace
Rychlost rotace VFTS 102 je blízko teoretické kritické hodnotě, při které by hvězda mohla ztratit stabilitu. Tento efekt je příčinou ztráty hmoty a tvorby okolního disku plynu. Tyto podmínky jsou ideální pro zkoumání vlivu extrémní rotace na vývoj hvězd.

## Význam a pozorování
VFTS 102 byla pozorována v rámci VLT-FLAMES Tarantula Survey, která využívá VLT v Chile. Data z tohoto průzkumu umožnila detailní analýzu vlastností hvězdy a její rychlé rotace.
Studium VFTS 102 poskytuje klíčové informace o hvězdné evoluci a dynamice dvojhvězd. Dále přispívá k pochopení vzniku dlouhých gama záblesků, které jsou spojeny s kolapsem hmotných hvězd.